# Соханевич, Олег Викторович
Олег Викторович Соханевич (1935, Тульчин — 2017, Нью-Йорк) — советский и американский художник и скульптор, больше всего известный своим бегством из СССР на надувной гребной лодке в Турцию.

## Биография
После художественной школы в Киеве учился в ленинградской Академии Художеств. Но творческая карьера у Соханевича не складывались. Он твёрдо решил покинуть СССР, а так как легальной возможности выбраться за рубеж у него не было, то он решился на крайне опасный побег по морю.

## Побег
В 1966 году предпринял неудачную, но не разоблачённую попытку достигнуть Турции вплавь с пляжа вблизи Батуми. Затем у него появилась другая идея — бежать на надувной гребной лодке с советского судна, совершающего рейс между советскими портами Чёрного моря. Своей идеей он поделился со своим другом Геннадием Гавриловым, который решил бежать вместе с Соханевичем. Ночью 7 августа 1967 года друзья выбрались за борт круизного лайнера «Россия», совершавшего рейс между Ялтой и Новороссийском. В воде они надули спрятанную в мешке резиновую лодку и стали грести на юг. На девятый день они добрались до турецкого берега, проплыв свыше 300 км. Вскоре Соханевичу позволили эмигрировать в США.

## После побега
В США Соханевич подрабатывал грузчиком, чтобы иметь возможность заниматься творчеством. Занимался абстрактной живописью, скульптурой и графикой, также писал стихи. Его фирменным жанром стала stress sculpture — «напряжённая скульптура» из напряжённого металла.

## В массовой культуре

### В музыке
- Побегу Соханевича и Гаврилова посвящена песня «Прославление Олега Соханевича» Анри Волохонского и Алексея «Хвоста» Хвостенко[1].